# Sudice (Blanskói járás)
Sudice település Csehországban, a Blanskói járásban. Sudice Vážany, Pamětice, Boskovice, Vísky és Knínice u Boskovic településekkel határos. Lakosainak száma 464 fő (2024. január 1.).

## Népesség
A település lakosságának változását az alábbi diagram mutatja:
| Lakosok száma | 436  | 575  | 706  | 580  | 442  | 397  | 470  | 469  | 461  | 464  |
|               | 1869 | 1890 | 1921 | 1950 | 1980 | 2001 | 2017 | 2019 | 2022 | 2024 |